# Keld Nielsen
Keld Nielsen (født 12. december 1957 i København) er en tidligere dansk håndboldspiller og håndboldtræner, som både spillede på og var landstræner Danmarks håndboldlandshold. Som spiller deltog han under Sommer-OL 1984.
Han spillede håndbold for klubben SAGA i Danmark og Kristianstad IF i Norge. I 1984 var han med på Danmarks håndboldlandshold som endte på en fjerdeplads under Sommer-OL 1984. Han spillede i fem kampe og scorede otte mål.
Imellem 1997 og 1999 var han landstræner for the danske landshold. I 1999 blev han fyret efter et skuffende resultat ved VM i håndbold 1999, hvor Danmark blev slået ud i 16-delsfinalen af Cuba. Han blev afløst af Leif Mikkelsen.
Umiddelbart lige efter at være blevet, blev han tilbudt posten som landstræner for Ægypten, hvilket han dog takkede nej til, da han ikke ønskede at flytte væk fra Danmark.